# 11207 Black
11207 Black eller 1999 FQ58 är en asteroid i huvudbältet som upptäcktes den 120 mars 1999 av LINEAR i Socorro County, New Mexico. Den är uppkallad efter Maribeth Joanne Black.
Asteroiden har en diameter på ungefär 3 kilometer.